# Companhia do Niassa

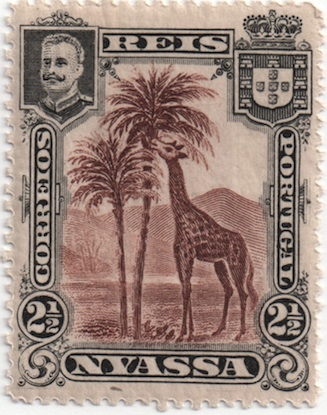
Selo postal de 1901 de 2½ Réis relativo à Companhia do Niassa (referido como "Nyassa"), mostra pela primeira vez uma girafa impressa.

A Companhia do Niassa foi uma companhia majestática da colónia portuguesa de Moçambique que tinha a concessão das terras que abrangem as actuais províncias de Cabo Delgado e Niassa.

## História
A Companhia do Niassa foi formada por alvará régio de 1890, com poderes para administrar as actuais províncias de Cabo Delgado e Niassa, desde o rio Rovuma ao rio Lúrio e do Oceano Índico ao Lago Niassa, numa extensão de mais de 160 mil km2.
Os termos da concessão antecipavam os da Companhia de Moçambique (1891), com excepção do prazo que era apenas de 35 anos. No entanto, o grupo português não tinha capacidade financeira para a operação da Companhia e, em 1892-93, um consórcio de capitais franceses e britânicos comprou a concessão, mudando a sua sede para Londres. Uma vez que o território não tinha ainda sido ocupado militarmente pela potência colonial, este consórcio tentou obter mais fundos para a sua operação.
Entre 1897 e 1908, três grupos financeiros controlaram sucessivamente a Companhia. O primeiro foi o “Ibo Syndicate” que conseguiu fundos suficientes para organizar a sua administração na vila do Ibo. Em 1897, a Companhia projectou uma expedição contra o Chefe Mataca do Niassa, mas abandonou-o por prever uma grande resistência daquele chefe.
O projecto teve êxito dois anos mais tarde, com a Companhia já sob a administração do “Ibo Investment Trust”, quando o chefe tinha abandonado a sua sede. Com o apoio dum pequeno exército fornecido pela administração colonial, formado por 300 “soldados regulares” (leia-se portugueses) e 2800 “sipaios” (indígenas recrutados noutras regiões de Moçambique), a Companhia assegurou ainda uma posição militar em Metarica. Em 1900 e 1902, tomou Messumba e Metangula, nas margens do Lago Niassa. Nessa altura, o consórcio dissolveu-se alegadamente por ter chegado à conclusão que o lucro possível não justificava o esforço.
Nessa altura, foram elaborados os primeiros contratos de fornecimento de mão-de-obra local para a WENELA, recrutadora “oficial” de moçambicanos para as minas da África do Sul. Este projecto foi levado a cabo pela Companhia que, a partir de 1908, foi dominada pela “Nyassa Consolidated”, com forte particicipação de capital mineiro sul-africano.
Em 1913-14, um consórcio bancário alemão comprou a maioria das acções da Companhia, na mira de uma partilha de Moçambique entre aquele país e a Grã-Bretanha. Com o início da Primeira Guerra Mundial, o governo britânico confiscou as acções alemãs e entregou-as a um grupo financeiro inglês.
Durante a guerra, o território da Companhia foi palco de várias operações de resistência por parte dos chefes locais e invadido pelos alemães (ver Triângulo de Quionga). Para resistir a essa invasão, foi aberta uma estrada de mais de 300 km, entre Mocímboa do Rovuma e Porto Amélia (actual Pemba), o que significou a ocupação efectiva do planalto de Mueda; no entanto, só em 1920 a Companhia conseguiu assegurar essa ocupação, depois de várias operações militares contra os macondes, fortemente armados. Como se verá mais tarde, esta tribo foi um dos primeiros e principais suportes da Luta Armada de Libertação Nacional.
Apesar das estruturas administrativas, na forma de circunscrições e regulados, asseguradas por agentes do Estado, já terem sido implantadas em grande parte do território, os administradores da Companhia do Niassa desinteressam-se pelo seu desenvolvimento e, em 1929, a Companhia extingue-se, passando o território para a administração directa do governo colonial.